# Elefant marí

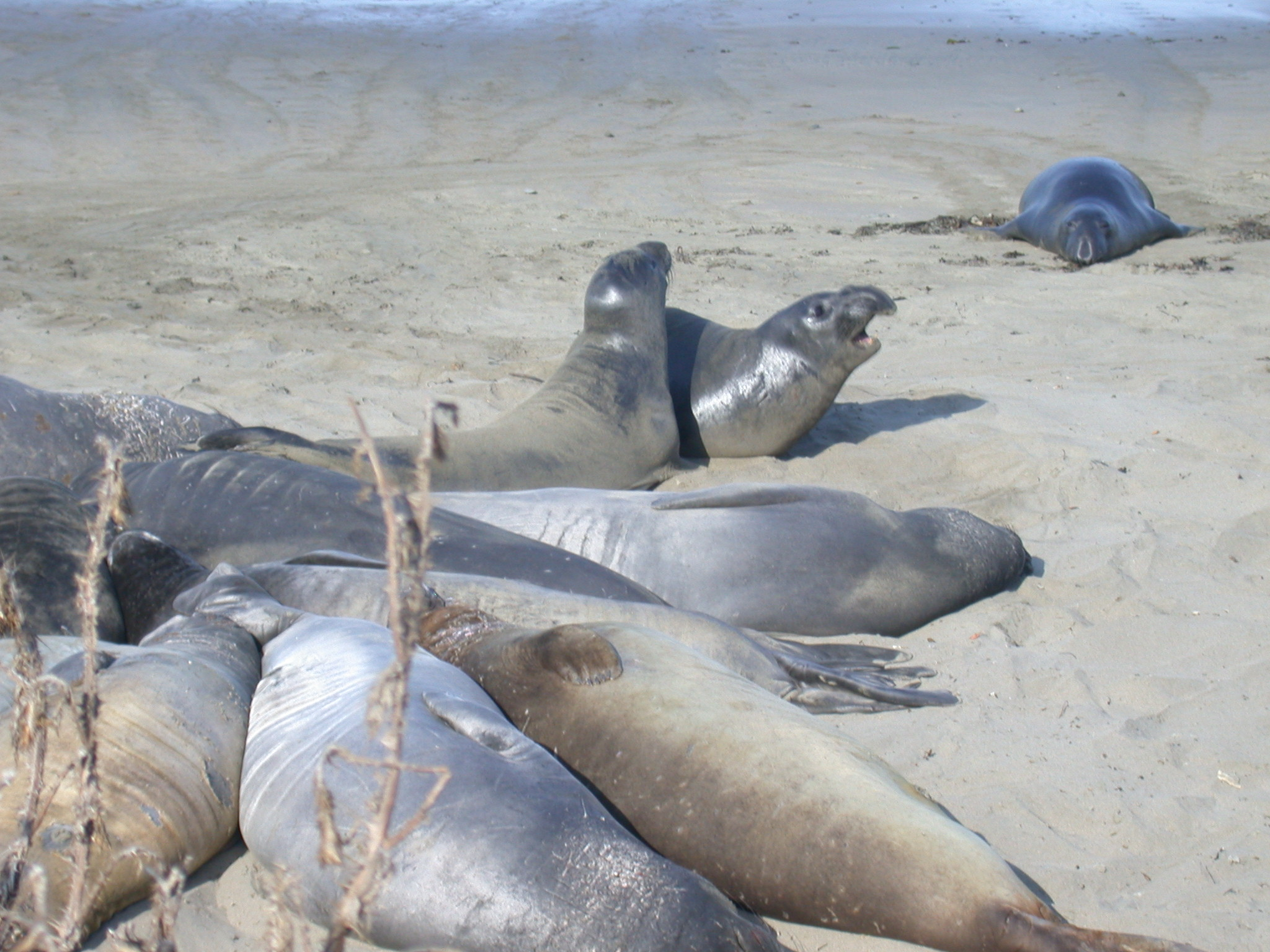
Elefants marins septentrionals a una platja de San Simeón (Califòrnia, els Estats Units)

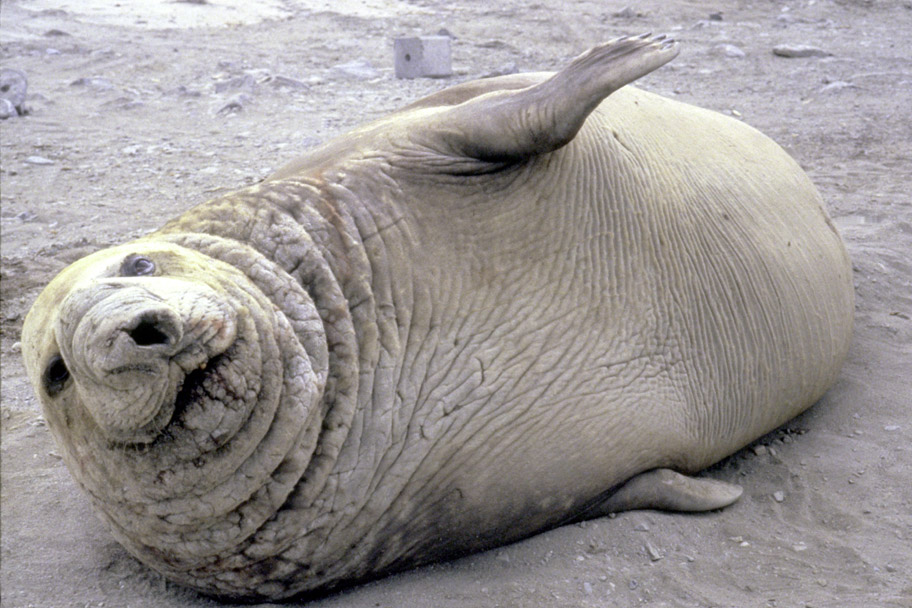
Elefant marí meridional

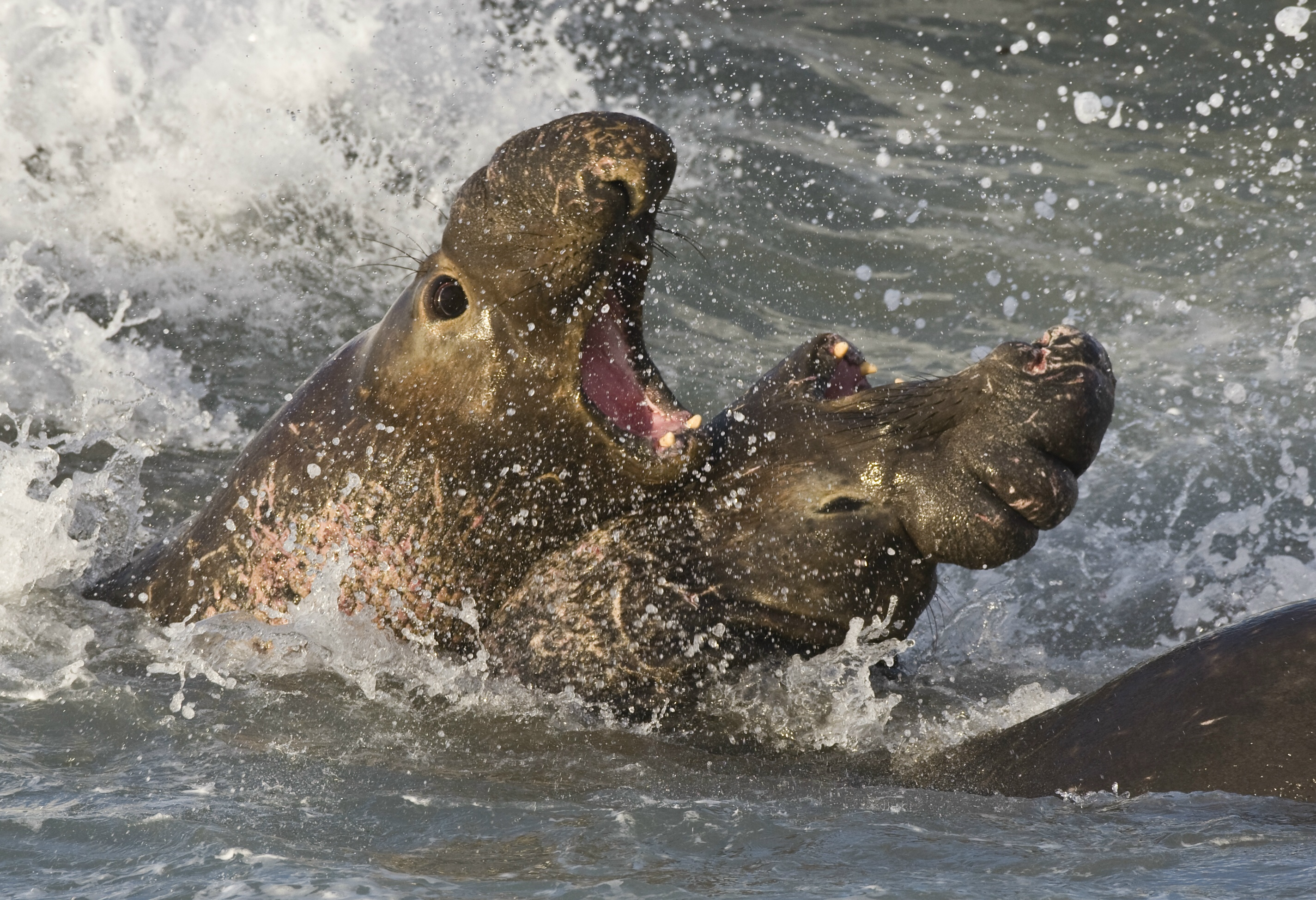
Un parell de mascles d'elefants marins septentrionals lluitant a Piedras Blancas (San Simeón, Califòrnia, els Estats Units)

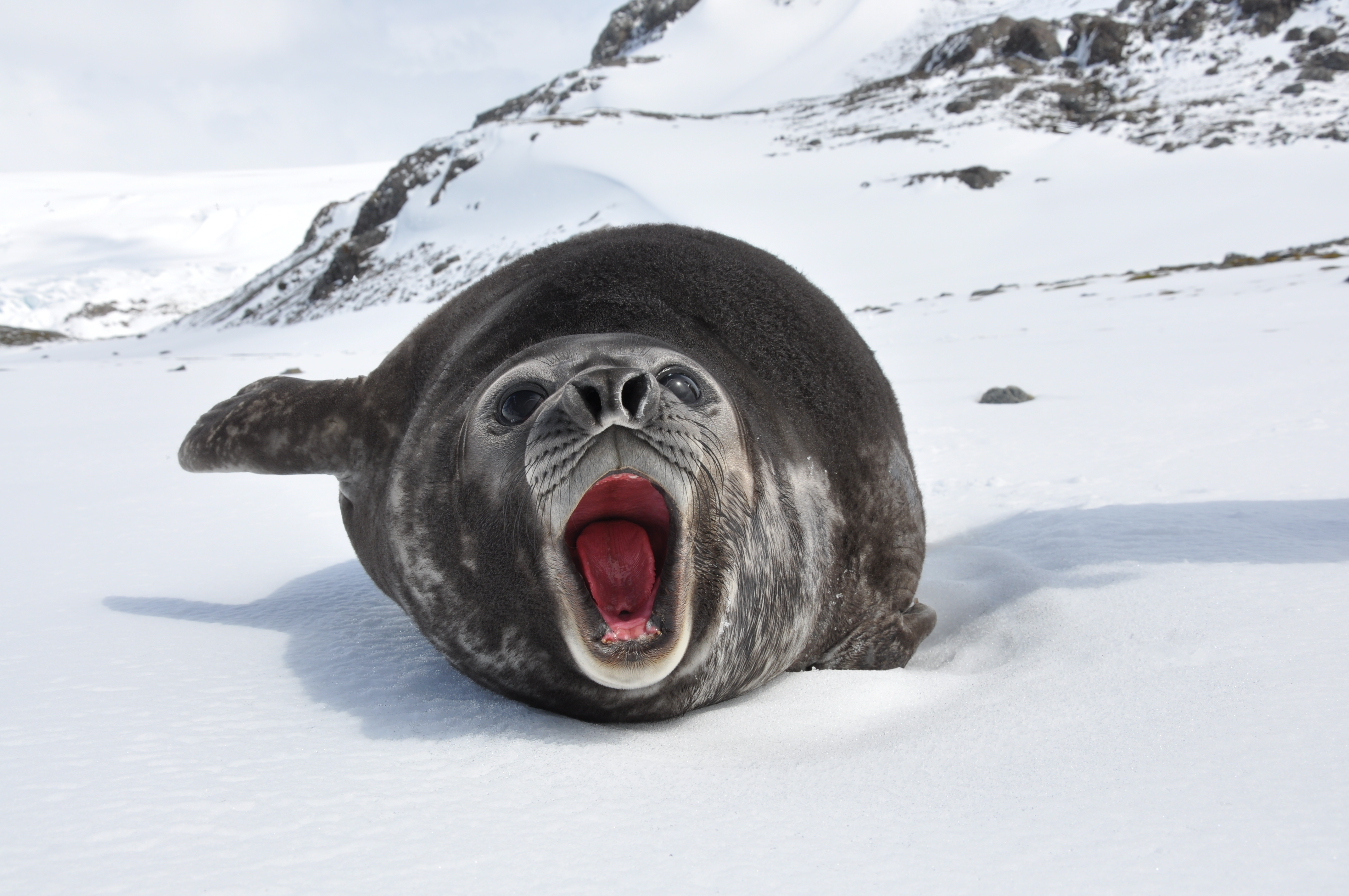
Elefant marí meridional fotografiat a Geòrgia del Sud

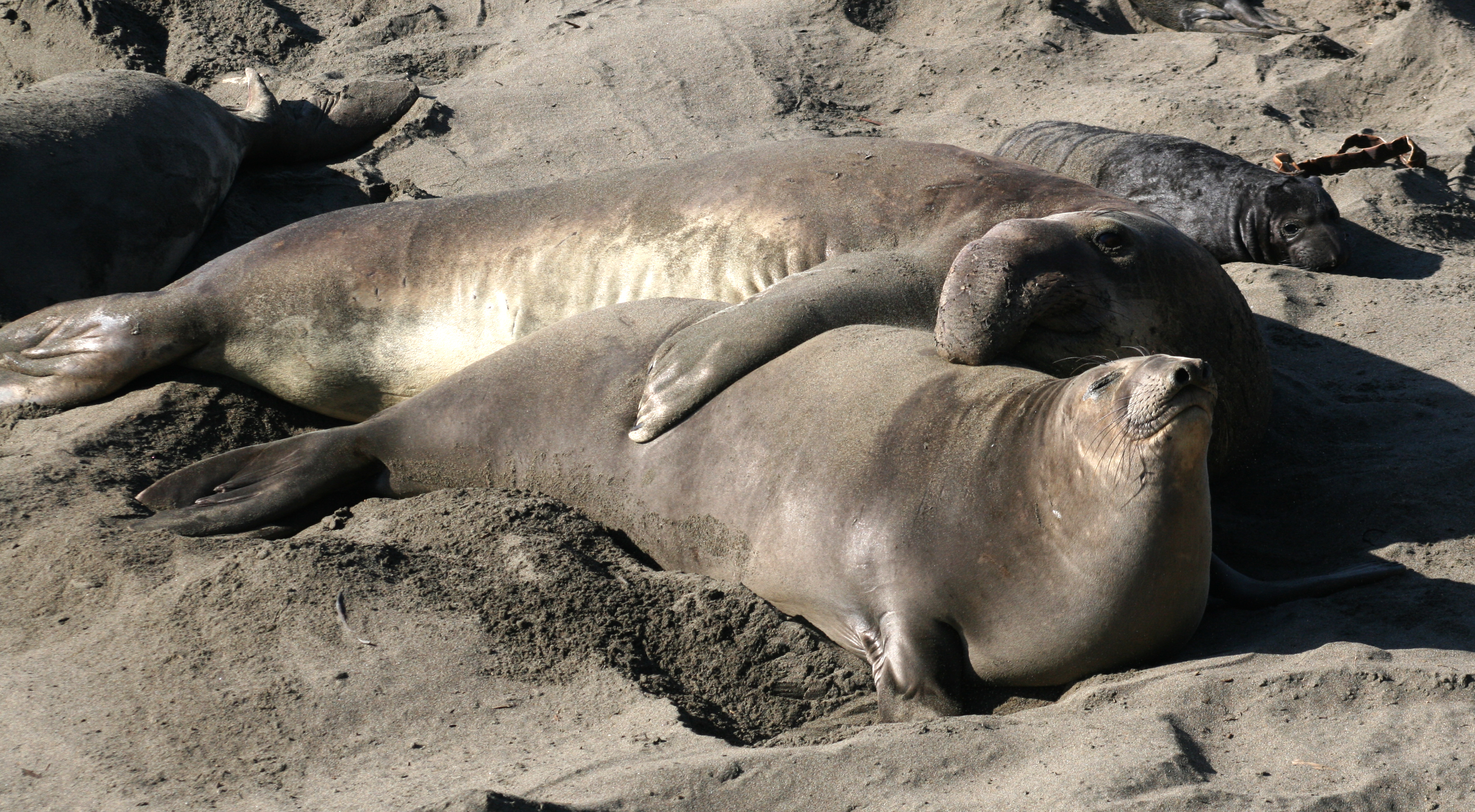
Mascle, femella i cadell d'elefant marí septentrional

Els elefants marins (gènere Mirounga) inclouen dues espècies de pinnípeds (M. angustirostris i M. leonina). Els dos foren caçats gairebé fins a l'extinció durant el segle xix, però les seves poblacions s'han recuperat posteriorment.

## Taxonomia
- Elefant marí septentrional (Mirounga angustirostris) (Gill, 1866)
- Elefant marí meridional (Mirounga leonina) (Linnaeus, 1758)[3][4][5]

## Descripció

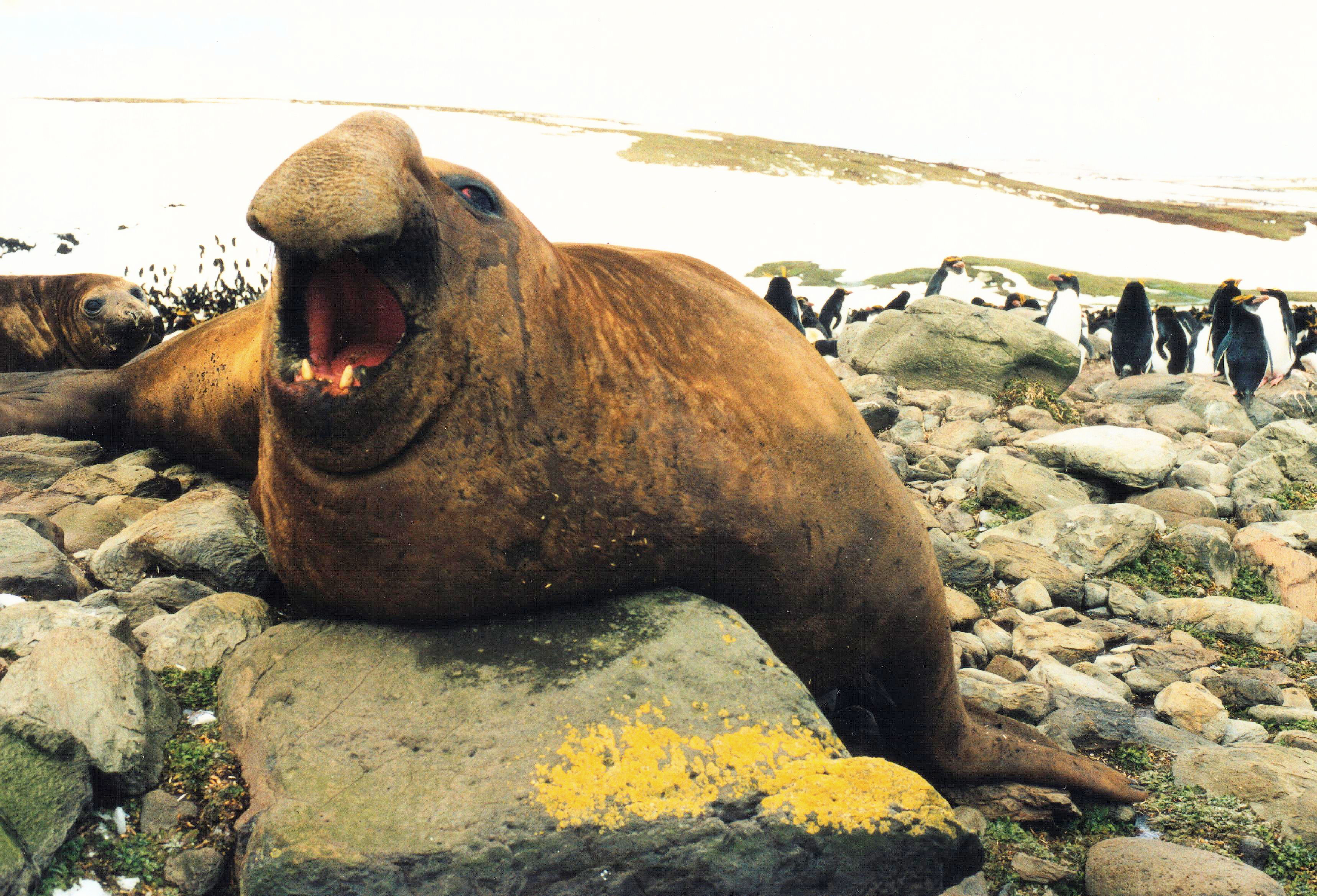
Mascle d'elefant marí meridional a les illes Kerguelen

Els elefants marins prenen el seu nom de la gran probòscide dels mascles adults que fan que recordin la trompa dels elefants. Amb aquesta «trompa» emeten sorolls molt forts especialment durant la temporada d'aparellament. Encara més important és la funció que té aquesta probòscide de reabsorbir la humitat de les exhalacions d'aquests animals i així conservar-les humides, ja que en l'època d'aparellament els mascles no abandonen la platja.
Els mascles de les dues espècies d'elefants marins fan uns 5 m de llargada i pesen uns 2.700 kg i són molt més grossos que les femelles les quals fan uns 3 m de llargada i pesen uns 900 kg. L'elefant marí més gros que es coneix pesava 5.000 kg i feia 6,9 m de llargada. Aquestes mides fan que l'elefant marí sigui el més gros d'entre l'ordre dels carnívors.

## Reproducció
L'època de reproducció té lloc entre el desembre i el gener per a l'elefant marí septentrional, i del setembre a l'octubre per a l'elefant marí meridional. Durant la temporada d'aparellament, l'acció combinada de la pressió arterial i dels músculs infla les trompes erèctils dels mascles fins a una longitud aproximada de 30-45 cm. Fent gala d'aquesta exhibició sexual, els mascles arriben a les zones de reproducció per delimitar els seus territoris mitjançant lluites i desafiaments. Les femelles arriben a les colònies algunes setmanes més tard i pareixen un únic cadell.

## Alimentació
Mengen peixos bentònics, calamars, anguiles, taurons petits i algues marines.

## Depredadors
Són depredats per orques i taurons.

## Distribució geogràfica
L'elefant marí septentrional, que és de mida menor que el seu congènere l'elefant marí meridional, habita les costes del Pacífic entre Mèxic i el Canadà.
L'elefant marí meridional es troba a l'hemisferi sud en illes com les de Geòrgia del Sud, Illa Macquarie, i les costes de Nova Zelanda, Sud-àfrica i l'Argentina (península Valdés).

## Estat de conservació
Durant el segle xix, les diverses poblacions d'elefants marins foren caçades gairebé fins a l'extinció a causa del seu greix corporal. Vers l'any 1892, només 50-100 elefants marins septentrionals romanien encara vius agrupats a l'entorn de l'illa Guadalupe (Península de Baixa Califòrnia). Pel que fa a les tres poblacions d'elefants marins meridionals també van minvar considerablement. Des de llavors, les dues espècies han estat protegides pels diferents governs que tenen jurisdicció sobre les aigües on viuen i, com a resultat, han experimentat una remuntada espectacular.